# Первый штурм Плевны
Первый штурм Плевны (Первая Плевна) — операция русских войск 8 (20) июля 1877 год в ходе Русско-турецкой войны 1877—1878.
6 (18) июля 1877 распоряжением командующего Западным отрядом барона Н. П. Криденера командиру 5-й пехотной дивизии IX корпуса генералу Ю. И. Шильдер-Шульднеру было приказано занять Плевну, важный узел дорог в Северной Болгарии. Для этой цели был сформирован отряд, состоявший из 1-й бригады упомянутой дивизии (Архангелогородский и Вологодский полки), четырёх батарей 5-й артиллерийской бригады и роты 5-го саперного батальона. Эти части составили правую колонну. Левую колонну образовали конница генерал-майора Лашкарева (Кавказская казачья бригада и 9-й Донской полк) и 19-й пехотный Костромской полк с батареей, находившийся в Турском Трестенике. На момент выступления колонны находились на расстоянии 25 км друг от друга, по мере приближения к цели промежуток между ними должен был сократиться до 4 км.

## Топография
Плевна лежит в котловине при слиянии Тученицкого и Гривицкого ручьев. Местность вокруг неё впадающими в реку Вид ручьями разделяется на 5 участков.
- 1) Опанецкий, между Видом и ручьями Гривицким и Буковлекским. Высоты этого участка господствуют над окружающей местностью и дают прекрасный обстрел на север, к ручью Гривице спускаются обрывом.
- 2) Гривицкий, между Гривицким и Буковлекским ручьями. Состоит из высот, понижающихся с востока на запад. Из долины Буковлека к гребню Янык-Баир ведет несколько лощин. По южной окраине участка проходит шоссе в Болгарени.
- 3) Плевненский, между Гривицким ручьем, дорогой между деревнями Гривицей и Тученицей и Тученицким оврагом; главный гребень высот тянется в северо-западном направлении через Великокняжескую гору к Плевне. Гора эта господствует над высотами, находящимися вблизи города. Значительная часть участка была покрыта кукурузой и виноградниками, на юго-западе был густой лес. Посредине участка — деревня Радищево, узел путей в Плевне.
- 4) Кршинский, между Тученицким оврагом, Гривицким ручьем, Видом и ручьями Чернялка и Меженица — наиболее закрытый зарослями. Ручьи не глубоки, но с обрывистыми берегами. Через восточную часть участка проходит Плевно-Ловченское шоссе. Все пространство между Тученицею, Чернялкою и Видом представляет обширную возвышенность, образующую 3 гребня так называемых Зеленых гор и круто спускающуюся к Виду.
- 5) Видский, к западу от Вида, между деревнями Дольным и Горным Метрополем, Дольным Дубняком и Трниной. Долина Вида на 2,5 километра к западу — ровная открытая поверхность, затем небольшие возвышенности к западу и юго-западу. На юго-востоке участка проходит шоссе на Софию.

## Продвижение к Плевне

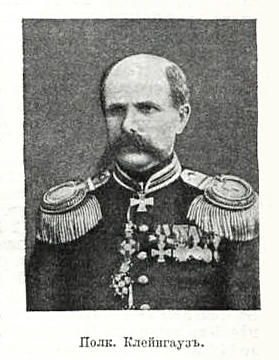
Полковник И. М. Клейнгауз

Из-за неверной карты, две группы вместо сближения ещё более удалились одна от другой. Правая группа, под командованием самого Шильдер-Шульднера, выступившая из Бресляницы, шла без разведки, так как бывшая при ней сотня 34-го Донского полка несла службу при обозе. Около часа дня 7 (19) июля она вышла к Плевне, где наткнулась на турецкие войска Осман-паши, занявшие город утром. Шильдер-Шульднер собирался дойти до деревни Буковлек, но едва части поднялись на перевал, как голова колонны попала под турецкие гранаты. Архангелогородский полк, а правее его Вологодский, развернулись в боевой порядок. Началась артиллерийская перестрелка. Турки перешли в наступление против русского правого фланга, но были остановлены огнём. В 8 часов вечера, не имея сведений о действиях левой колонны, Шильдер-Шульднер прекратил огонь. Войска расположились на ночлег на своих позициях.
Между тем, начальник левой группы полковник И. М. Клейнгауз послал утром 2 сотни князя Кирканова для занятия деревни Гривицы и разведки Плевны, с остальными же силами, согласно диспозиции, двинулся в 12 часов дня в Сгаловец, куда и прибыл к 2 часам. Сотням Кирканова не удалось выполнить своей задачи, и они вернулись к колонне. Кавказская казачья бригада, ночевавшая в ночь на 7-е в Транчовице, утром выступила в Турский Трестеник на присоединение к своей колонне, но последней здесь уже не оказалось. Услышав затем выстрелы и не зная, где находится Костромской полк, бригада двинулась в промежуток между Бресляницей и Гривицей; один из высланных разъездов вскоре нашел колонну Клейнгауза y Сгаловеца, куда к 4 часам и подошли казаки.

## Атака Плевны

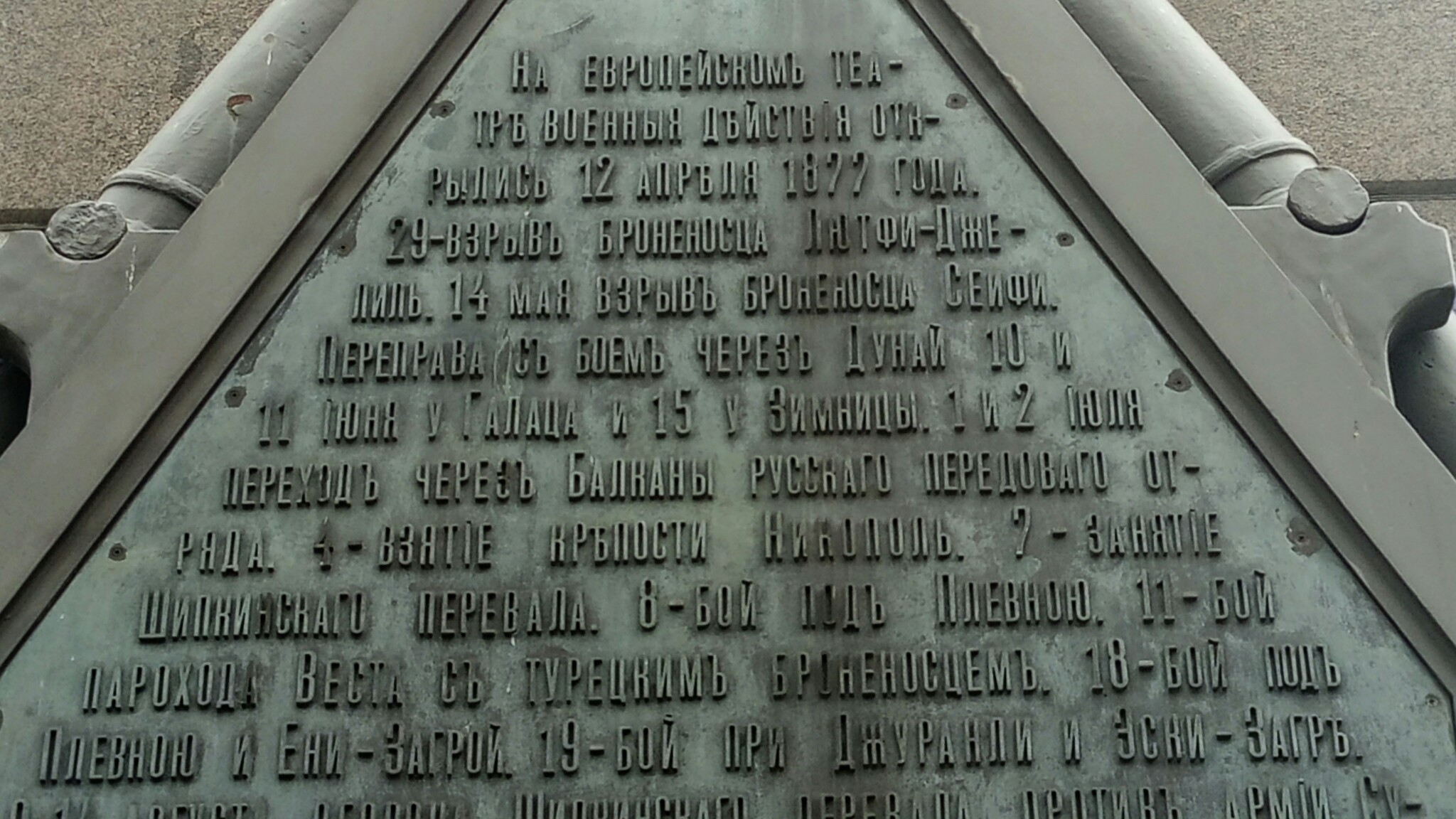
Упоминание боя под Плевной 8 июля 1877 года на северной стороне Колонны Славы в Санкт-Петербурге

Ночью на 8-е Клейнгауз получил приказание атаковать со стороны Гривицы. Сам Шильдер-Шульднер наступал от Бресляницы. Главная позиция турок (9 батальонов и 3 батареи) находилась севернее Плевны, упиралась правым флангом в Гривицкую высоту и тянулась 4 км по гребню Яник-Баир, оканчиваясь южнее деревни Буковлек. Под прямым углом к этой линии располагались 3 батальона и батарея фронтом на восток, в направлении колонны Клейнгауза. Турки занимали деревни Буковлек и Опанец. Позиция давала отличный обзор и обстрел на 2—3 км.
Таким образом, 15 тысячам турок, расположенных на сильной позиции, противостояли 9 батальонов, 16 сотен и 6 батарей (до 7 тыс. штыков, 1600 сабель, 46 орудий) Шильдер-Шульднера, состоявшие из двух колонн, отстоявших одна от другой на 35 км. Указанные обеим колоннам направления для атаки также мало способствовали их сближению; кроме того, правая колонна, ночевавшая перед позицией, лишалась свободы манёвра и могла предпринять лишь лобовую атаку.
Артиллерийский огонь был открыт около 5 часов утра по центральной батарее главной позиции турок и по орудиям правого фланга, поражавшим продольным огнём батареи Шильдер-Шульднера. Вскоре Вологодский полк, с ближайшими ротами Архангелогородского полка, выбил турок из Буковлека и занял дорогу на Плевну. Батальоны Архангелогородского полка также быстро двинулись против центра турецкой позиции, оставив 3 роты для прикрытия артиллерии. Несмотря на сильный огонь, Архангелогородцы достигли вершины противоположного склона; 3-й батальон был уже в 200 шагах от турецкой батареи. Однако, вскоре турки, пользуясь численным превосходством, перешли в контратаку, заставив вологодцев отойти; в свою очередь, и Архангелогородский полк, теснимый с фронта и левого фланга, отошел в Буковлекский овраг. Шильдер-Шульднер, осознавший серьёзность положения, послал за помощью к Криденеру, но на скорое её прибытие рассчитывать, разумеется, не приходилось. В 11-м часу было приказано отступать.
Части левой колонны в 4 часа утра выступили из деревни Сгаловец на Гривицу, левее наступала Кавказская казачья бригада (7,5 сотен и 6 орудий). Около 6 часов по колонне был открыт орудийный огонь из-за Гривицы. Русская батарея быстро привела турецкую к молчанию, но сама подверглась фланговому огню батареи большого калибра со стороны Радищева.
Совместными действиями всех батальонов и батареи удалось овладеть тремя рядами турецких ложементов. Во время атаки был убит Клейнгауз. Около 8 часов состоялась новая атака главной позиции турок с охватом её правого фланга со стороны Гривицы. Турки в беспорядке бросились к Плевне. Не имея резервов, полковник Седлецкий, заменивший убитого Клейнгауза, не получая известий со стороны Бресляницы, откуда уже не слышалось стрельбы, в 11 часов отвел войска назад. Кавказская казачья бригада, бывшая сначала на левом фланге Костромского полка, около 7 часов утра получила приказание зайти туркам в тыл и, двинувшись с этой целью в обход на Радищево, остановилась между этой деревней и Тученицей, но участия в бою не принимала. К 6 часам вечера войска правой колонны отошли к Бреслянице, под прикрытие прибывшего туда Галицкого полка. Костромской полк и казачья бригада отошли к Сгаловецу, а в 10 часов вечера прибыли в Турский Трестеник.
9 (21) июля к Бреслянице подошли свежие части Западного отряда и штаб IX корпуса.

## Итог
Не организовав разведку и не имея данных о численности войск противника, Шильдер-Шульднер принял рискованное решение атаковать турок, занявших удобную для обороны позицию. Риск мог быть отчасти оправдан стремлением не дать противнику как следует закрепиться на этой позиции, но атака провалилась из-за недостатка сил и несогласованности действий штурмовых отрядов. Потери русских составили около 2500 человек, турок — около 2 тысяч.